# Vegetalismo
Vegetalismo è un termine usato per riferirsi a una pratica di sciamanesimo dell'Amazzonia peruviana, in cui gli sciamani - noti come vegetalistas - dicono di ottenere il loro potere di guarigione dai vegetales, o piante, della regione. Molti ricevono le loro conoscenze dall'ingestione di ayahuasca, un allucinogeno e emetico .

## Terminologia
Il termine vegetalismo è usato per distinguere i vegetalisti dagli altri guaritori come gli oracionistas (guaritori tramite preghiere) e espiritistas (guaritori spiritisti). Il termine è usato dai seguaci dei nuovi movimenti religiosi brasiliani per riferirsi allo sciamanesimo sia indigeno che meticcio ayahuasca in contrasto con le loro pratiche. Tuttavia, tra i meticci dell'Amazzonia peruviana, il termine vegetalismo è usato per distinguere lo sciamanismo meticcio dallo sciamanismo tradizionale praticato dalle popolazioni indigene. I movimenti religiosi collegati includono il più formale União do Vegetal e Santo Daime.

## Struttura del vegetalismo
La pratica del vegetalismo combina profondi elementi cattolici con credenze animistiche religiose comuni alle tribù indigene in tutta la regione. Sebbene molti vegetalisti si dichiarino cattolici, dicono di ricevere la loro conoscenza e il loro potere di guarire dalla loro speciale relazione con gli spiriti della foresta pluviale amazzonica. I Vegetalisti mantengono relazioni con due tipi di spiriti: gli spiriti delle piante curative, che spesso appaiono in forma umana, e gli spiriti protettivi, che spesso appaiono come animali potenti, uccelli o umani. Esistono altri esseri spirituali (entità non umane) che esistono nel mondo visionario in grado di assistere lo sciamano; esseri che provengono da altri pianeti e galassie, esseri che provengono da infiniti labirinti di stanze di cristallo e esseri che vivono nella profonda foresta pluviale e sotto le acque scure. In contrasto con lo sciamanesimo indigeno nell'Amazzonia superiore, che è basato in un ambiente rurale e il cui obiettivo è quello di mantenere o ripristinare l'equilibrio sociale, lo sciamanesimo meticcio nasce all'interno di un ambiente urbano e si concentra sulla guarigione individuale. Molti di questi sciamani meticci hanno consultarios (cliniche), dove forniscono consulenze e cerimonie di guarigione per i pazienti, così come altri servizi come massaggi e sedute di guarigione generiche, che di solito coinvolgono lo sciamano che risucchia la malattia dal corpo del paziente, protegge il corpo con shacapa e fumo di tabacco, e quindi prescrive un rimedio a base di erbe per aiutare il paziente nel recupero dalla malattia.
La Dieta
Al fine di dominar, o controllare le piante, si deve prima dimostrare alle piante che l'aspirante vegetalista è degno della loro fiducia. I neofiti devono mostrare agli spiriti che sono persone forti e fedeli: per fare questo devono trascorrere in genere un minimo di sei mesi in isolamento, vivendo nel profondo del monte (la natura selvaggia) e assumere l'odore della giungla e prendi i doni degli spiriti, mentre seguono la dieta, una dieta ristretta per diventare uno sciamano. La dieta è la chiave per formare una relazione con le piante, perché le piante non rivelano loro stesse, i loro usi e il loro icaros (canzoni sacre) a coloro che non seguono la dieta ristretta. Mentre un neofita sta intraprendendo la dieta, lui o lei deve astenersi da zucchero, sale e dal sesso, e spesso anche olio e grasso. Generalmente, gli esseri umani hanno un cattivo odore per gli spiriti, quindi bisogna seguire una lunga dieta per purificarsi da questo cattivo odore. Bisogna praticare l'astinenza mentre si è in dieta per eliminare l'odore del sesso umano, poiché per gli spiriti questo odore è vile e ripugnante. Tuttavia, per conoscere le piante si deve fare qualcosa di più della dieta ristretta, bisogna anche ingerire la pianta, rimanere fedeli alla pianta mentre la si porta nel suo corpo e permettergli di insegnare dall'interno. Una volta che il candidato ha seguito la dieta e ha vinto l'amore delle piante, i loro spiriti appariranno al neofita in visioni o sogni. È allora che le piante iniziano ad insegnare al neofita le loro canzoni magiche, curative e protettive, o Icaros .

## Regali degli spiriti
Icaros
Un icaro è il canto o la melodia magica che il novizio riceve dagli spiriti delle piante dopo che è stato purificato dalla dieta ristretta. La parola "Icaro" potrebbe venire dal Quechua verbo ikaray, soffiare fumo per la guarigione, o dal Shipibo ikarra, canzone sciamanica . Per le tribù indigene in tutta l'Amazzonia le canzoni sono una componente chiave dei rituali di guarigione.
La Flema
Una volta che l'iniziazione di un neofita è quasi completata, o gli spiriti o uno sciamano anziano gli daranno un "catarro" magico, una sostanza magica simile alla saliva che è anche chiamata yachay, llausa o la flema . Questa sostanza è conosciuta per essere la materializzazione della fuerza dello sciamano, o potere, e immagazzinata nel corpo dello sciamano, di solito nel petto o nello stomaco. Questo flegma cresce a causa del fumo di mapacho e del consumo di ayahuasca. Sia i guaritori che gli stregoni conservano i virotes (dardi magici) nella flema, e nella flema dello stregone si possono trovare anche creature come rospi, scorpioni, serpenti e insetti. Una forma rarefatta di questa flema, conosciuta come mariri, è ciò che rende possibile allo sciamano estrarre dardi magici avvelenati o una malattia dal corpo del paziente proteggendo allo stesso tempo lo sciamano dalla stregoneria e dalla malattia che succhia. Si dice che il mariri sia simile all'aria e il suo potere spesso viene fuori nell'atto di soffiare, che può curare e uccidere a seconda del suo uso.
Virotes
Il termine virote, in origine il nome spagnolo di una freccia molto forte, è un termine usato nel vegetalismo per riferirsi ai dardi magici che gli sciamani e gli stregoni conservano nella loro flema. Il poeta César Calvo descrive un virote come un "piccolissimo dardo avvelenato, capace di abbandonare e riprendere la sua forma materiale per attraversare qualsiasi distanza, ogni momento, qualsiasi muro, scudo o protezione, per inchiodarsi nella carne nemica e per raggiungere il bersaglio scelto dallo stregone, che gli ha dato forma e poi ha animato quella forma, dotandola di destino e trascendenza". A seconda della cultura e delle varie circostanze, questi proiettili patogeni possono essere materializzati come un numero di oggetti diversi, tra cui spine di palma, insetti, minuscole pietre, punture di manta, zanne di serpente, scorpioni, rospi, capelli di scimmia, tra le altre cose minacciose. Nella pratica dello sciamanesimo tra gruppi indigeni come lo Shuar, questi viroti vengono spesso definiti come tsentsak .
Pietre magiche
Le pietre magiche, piedras encantadas, sono uno strumento importante nella pratica del vegetalismo. L'aspetto della pietra varia, alcune hanno un aspetto sorprendente che indica che sono encantada, ad esempio la pietra può essere modellata come una persona o un animale, avere un colore insolito o essere rara. I cristalli sono particolarmente apprezzati come piedras encantadas, poiché si pensa che siano di origine celeste. Queste pietre magiche sono usate per aiutare quei pazienti che sembrano essere vittime della stregoneria, lo sciamano metterà la pietra sul corpo dove è stata colpito da stregoneria e lasciandola lì per diverse ore, succhierà il dardo, flema, scorpione o qualunque danno sia stato inflitto dallo stregone. Per padroneggiare l'uso di queste pietre incantate, lo sciamano deve inghiottirle mentre segue la dieta, proprio come fa con le piante. Prima che lo sciamano beva, la pietra viene lasciata in acqua per un giorno, e lo sciamano soffia sopra del fumo di tabacco mentre dice alla pietra ciò che vuole sapere. Solo dopo questo lo spirito della pietra apparirà allo sciamano in un sogno.

## Ayahuasca
La cerimonia dell'ayahuasca è una pratica diffusa tra i vegetalistas, e negli ultimi anni ha guadagnato molta attenzione a causa del successo dell'industria del turismo dell'ayahuasca, in cui persone provenienti da tutto il mondo si recano in luoghi come il Perù per partecipare a sessioni di ayahuasca guidate da uno sciamano, a volte vegetalista. Queste sessioni variano molto a seconda del vegetalista che conduce la cerimonia, e ci sono differenze significative tra una sessione di ayahuasca tenuta in un contesto urbano e una tenuta in un ambiente rurale. Negli ambienti urbani uno sciamano di solito tiene una di queste sessioni più volte alla settimana, e di solito attira folle di una ventina di persone o più, molte delle quali non si conoscono. Nei contesti rurali i gruppi sono molto più piccoli, di solito meno di dieci persone, e le persone coinvolte spesso si conoscono o hanno legami di affinità. Generalmente nel contesto urbano lo sciamano si incontrerà e parlerà brevemente a tutti i presenti per la cerimonia, raccogliendo informazioni sulle loro malattie e su cosa si sta cercando di trovare ingerendo l'ayahuasca . Alcune persone frequentano regolarmente queste cerimonie come purga, per purificarsi.